# Shastasaurus
Shastasaurus ('Mount Shasta sauriër') is een geslacht van uitgestorven ichthyosauriërs uit het Midden- en Laat-Trias, en is het grootste bekende mariene reptiel. Er zijn exemplaren gevonden in de Verenigde Staten, Canada en China.
Shastasaurus leefde tijdens het Laat-Trias. De typesoort Shastasaurus pacificus is bekend uit Californië. Een tweede mogelijke soort Shastasaurus, S. sikanniensis, is bekend van de Pardonet-formatie van Britisch Columbia, die dateert uit het midden van het Norien (ongeveer 210 miljoen jaar geleden). Als S. sikanniensis tot Shastasaurus behoort, zou het de grotere soort zijn, met een lengte tot eenentwintig meter.

## Soorten en synoniemen
De typesoort van Shastasaurus is S. pacificus uit het Laat-Carnien van Noord-Californië, in 1895 benoemd door John Campbell Merriam. De soortaanduiding verwijst naar de Stille Oceaan. Het holotype heeft geen gepubliceerd inventarisnummer. Het kon eind twintigste eeuw niet meer in de collecties van Stanford University worden teruggevonden. Het bestaat uit een reeks van acht ruggenwervels, ribben en een of twee schaambeenderen. Het was in het voorjaar van 1895 naar Merriam opgestuurd door zijn collega James Perrin Smith die het in 1893 gevonden had op een bergrug tussen Squaw Creek en de Pit River, het tegenwoordige Devils Rock-Hosselkus Research Natural Area.
De faculteit geologie van de Berkeley University, waar Merriam professor was, voerde begin twintigste eeuw een aantal paleontologische expedities uit naar Shasta County. Op 17 juni 1901 vond Vance Craigmiles Osmont een tweede skelet, dat in de herfst geborgen werd door preparateur Herbert W. Furlong. Een tweede soort in 1902 door Merriam benoemd, Shastasaurus osmonti, is gebaseerd op dit holotype UCMP 9076.
Een derde soort uit 1902, Shastasaurus altispinus, 'met het hoge doornuitsteeksel', is gebaseerd op holotype UCMP 9083, een groot individu. Een vierde soort uit 1902 is Shastasaurus alexandrae gebaseerd op holotype  UCMP 9017, in 1901 geborgen door H.W. Furlong. De soortaanduiding eert Annie Montague Alexander. Deze  laatste drie soorten worden tegenwoordig meestal als jongere synoniemen van Shastasaurus pacificus gezien maar soms ook alle onder S. alexandrae geschaard. Een volgende soort uit 1902 echter, Shastasaurus careyi, kan echter een geldige soort zijn omdat het holotype UCMP 9075 uit een jongere laag afkomstig is en de wervels zeer veel hoger zijn. Het is echter ook gezien als een nomen dubium. Nog een soort uit 1902, Shastasaurus perrini, ook in 1901 geborgen door H.W. Furlong, werd in 1905 hernoemd tot Delphinosaurus wat in 1934 weer als bezette naam hernoemd zou worden tot Californosaurus.
Shastasaurus pacificus is alleen bekend van fragmentarische overblijfselen, die hebben geleid tot de veronderstelling dat het een normale ichthyosauriër was in termen van verhoudingen, vooral schedelverhoudingen. Verschillende soorten ichthyosauriërs met een lange snuit werden op basis van deze verkeerde interpretatie naar Shastasaurus verwezen, maar worden nu in andere geslachten geplaatst (inclusief Callawayia, eerst Shastasaurus neoscapularis, en Guizhouichthyosaurus). ?Shastasaurus merriami Huene, 1916 is wellicht gelijk aan Mixosaurus (?) atavus Meriam, 1908. Het is ook gezien als een nomen dubium. Ook Shastasaurus carinthiacus Huene 1925, Shastasaurus sieversi Riabinin 1946, Shastasaurus nordensis Ochev 1972 worden eveneens als nomina dubia beschouwd gezien de zeer magere vondsten. Shastasaurus neubigi Sander 1997 is in 2000 hernoemd tot Phantomosaurus.
Shastasaurus kan als recenter benoemde soort Shastasaurus liangae omvatten. Het is bekend van verschillende goede exemplaren en werd oorspronkelijk in het aparte geslacht Guanlingsaurus geplaatst. Volledige schedels laten zien dat het een ongewone korte en tandeloze snuit had. S. pacificus had waarschijnlijk ook een korte snuit, hoewel zijn schedel onvolledig bekend is. Het grootste exemplaar van S. liangae (YIGMR SPCV03109) meet 8,3 meter. Een juveniel exemplaar (YIGMR SPCV03108) is ook gevonden en meet 3,74 meter lang. Sommige onderzoekers spreken echter nog steeds van een Guanlingsaurus.
S. sikanniensis werd oorspronkelijk in 2004 beschreven als een grote soort van Shonisaurus. Deze classificatie was echter niet gebaseerd op enige fylogenetische analyse en de auteurs merkten ook overeenkomsten op met Shastasaurus. De eerste studie in 2011 die zijn verwantschappen testte, ondersteunde de hypothese dat het inderdaad nauwer verwant was aan Shastasaurus dan aan Shonisaurus, en het werd opnieuw geclassificeerd als Shastasaurus sikanniensis. Een analyse uit 2013 ondersteunde echter de oorspronkelijke classificatie en vond hem nauwer verwant aan Shonisaurus dan aan Shastasaurus. Het holotype is RTMP 94.378.2. Een studie uit 2018 waarin een ichthyosauriërexemplaar ter grootte van een blauwe vinvis werd beschreven, verwees naar Shastasaaurus sikanniensis als Shonisaurus sikanniensis. Exemplaren die behoren tot S. sikanniensis zijn gevonden in de Pardonet-formatie in British Columbia, daterend uit het midden van het Norien (ongeveer 210 miljoen jaar geleden).
In 2009 herclassificeerden Shang & Li de soort Guizhouichthyosaurus tangae als Shastasaurus tangae. Latere analyse toonde echter aan dat Guizhouichthyosaurus in feite dichter bij meer geavanceerde ichthyosauriërs stond en dus niet als een soort van Shastasaurus kan worden beschouwd.
Dubieuze soorten die naar dit geslacht werden verwezen zijn onder meer S. carinthiacus (Huene, 1925) uit de Oostenrijkse Alpen en S. neubigi (Sander, 1997) uit de Duitse Muschelkalk. S. neubigi is echter onlangs opnieuw beschreven en toegewezen aan zijn eigen geslacht Phantomosaurus.
In mei 2016 ontdekte co-onderzoeker en fossielenverzamelaar Paul de la Salle een kaakbeen van zesennegentig centimeter lang dat het inventarisnummer BRSMG Cg2488 kreeg en bekend staat als het Lilstock-exemplaar. Het werd op 9 april 2018 geïdentificeerd als een shastasauride. Indien correct geschaald op basis van een Shastasaurus-model, concludeerde Paul de la Salle dat het exemplaar vijfentwintig procent langer was dan normaal, met een lengte van ongeveer zesentwintig meter, waardoor het een van de grootste dieren is die ooit heeft geleefd en in lengte de blauwe vinvis benadert (dertig meter lang, 150-173 ton) en de grootste sauropoden zoals Maraapunisaurus (35-40 meter lang, 80-120 ton). In 2024 werd dit specimen toegewezen aan Ichthyotitan.
Synoniemen van S. / G. liangae:
- Guanlingichthyosaurus liangae Wang et al., 2008 (lapsus calami)

Synoniemen van S. pacificus:
- Shastasaurus alexandrae Merriam, 1902
- Shastasaurus osmonti Merriam, 1902

## Beschrijving

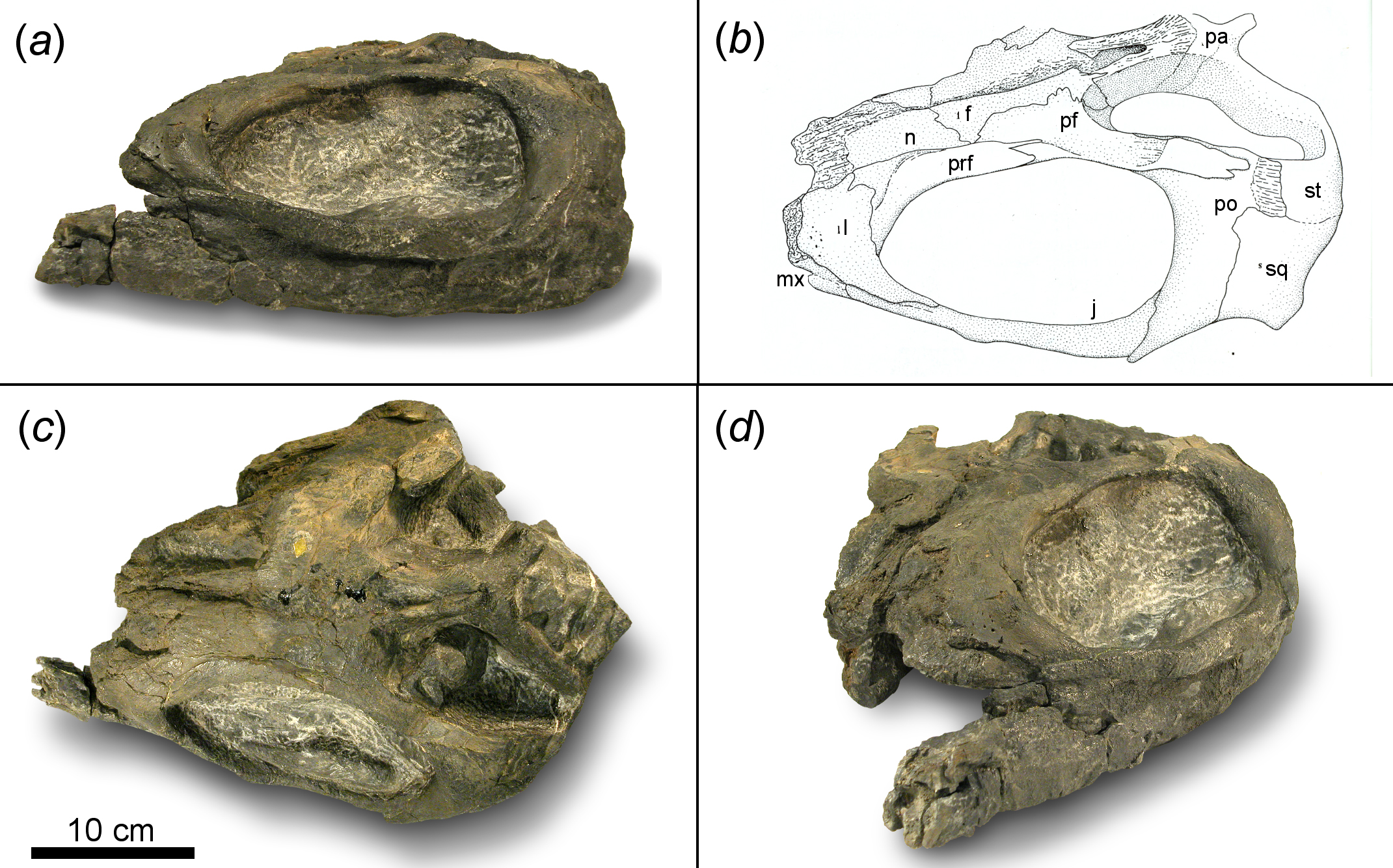
Schedel van Shastasaurus pacificus

Shastasaurus was zeer gespecialiseerd en verschilde aanzienlijk van andere ichthyosauriërs. Het precieze gebit is onbekend. De kaken zijn baak lang, laag en spits toelopend gereconstrueerd maar kunnen naar recente inzichten juist kort zijn geweest. Er waren ruim tien halswervels en ruim veertig ruggenwervels. Hij was erg slank van profiel. De grootste exemplaren hadden een ribbenkast van iets minder dan twee meter hoog ondanks een afstand van meer dan zeven meter tussen de voor- en achtervinnen. Vanwege zijn ongewoon korte, tandeloze snuit (vergeleken met de lange, getande, dolfijnachtige snuiten van de meeste ichthyosauriërs) werd aangenomen dat Shastasaurus zijn voedsel opnam door middel van zuigen en zich voornamelijk voedde met zachtlijvige koppotigen, hoewel huidig onderzoek erop wijst dat dit profiel niet past in het zuigprofiel.
Bij S. liangae, de enige soort met meerdere goed bewaarde schedels, meet de schedel slechts 8,3 procent van de totale lichaamslengte (9,3 procent bij een juveniel exemplaar). In tegenstelling tot de verwante Shonisaurus ontbraken zelfs de tanden bij de juveniele Shastasaurus. De snuit was sterk samengedrukt via een unieke opstelling van de schedelbeenderen. In tegenstelling tot bijna alle andere reptielen, strekte het neusbeen, dat gewoonlijk het midden van de schedel vormt, zich uit tot het uiterste puntje van de snuit, en alle botten van de snuit liepen taps toe naar afgeknotte punten.
Shastasaurus werd traditioneel ook afgebeeld met een rugvin, een kenmerk dat wordt aangetroffen bij meer geavanceerde ichthyosauriërs. Andere shastasauriden hadden echter waarschijnlijk geen rugvinnen en er is geen bewijs voor de aanwezigheid van een dergelijke vin bij welke soort dan ook. De bovenste staartvin was waarschijnlijk ook veel minder ontwikkeld dan de haaienstaarten die bij latere soorten werden gevonden.

## Fylogenie
Shastasaurus is in een eigen Shastasauridae geplaatst.

## Levenswijze
De levenswijze van Shastasaurus is omstreden. Zijn omvang duidt erop dat zich voedde door suction feeding, het opzuigen van zoveel mogelijk water met kleinere voedseldeeltjes. De scherpe kaken wijzen echter eerder op ram feeding, het rammen van scholen vissen en inktvissen.